# Sub auspiciis

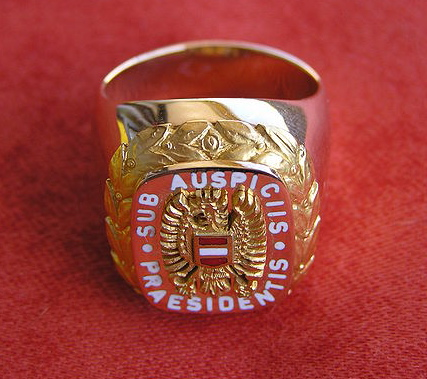
Doktorsring som använts vid ceremonin.

Promotio sub auspiciis Praesidentis rei publicae (latin, i svensk översättning: "promotion under republikens presidents auspicier"), oftast bara benämnt sub auspiciis, är ett särskilt distinktionsbetyg för högre studier i Österrike, som tilldelas särskilt meriterade akademiska doktorer som utmärkt sig genom högsta betyg på alla nivåer av sin högre utbildning.
Traditionen grundades ursprungligen under kejsardömets tid, då de bästa studenterna promoverades i närvaro av Österrikes kejsare eller en ställföreträdare, sub auspiciis imperatoris. Österrikes förbundspresident är som nuvarande statsöverhuvud förvaltare av traditionen i modern tid. Motsvarande betyg vid ungerska universitet under dubbelmonarkin var sub auspiciis regis, syftande på monarkens titel som kung av Ungern.
En doktorand kan promoveras sub auspiciis under följande villkor:
- Alla årskurser under Oberstufe (gymnasienivå, årskurs 9 till 12) måste avslutas med högsta betyg
- Matura (Studentexamen) ska avläggas med högsta betyg
- Alla terminstentamina, examensarbeten på kandidat- och masternivå och doktorsavhandlingen måste ges högsta betyg
- Studierna måste ha avslutats inom genomsnittlig tid, med undantag för särskilda omständigheter
- Studenten måste i övrigt ha ett förebildligt och oklanderligt leverne, med prövning av curriculum vitae och brottsregisterutdrag.

Universitetet meddelar i förekommande fall utbildningsministeriet och presidentkansliet. Till skillnad från en vanlig promotion, som endast är av ceremoniell betydelse, får en doktorstitel sub auspiciis endast användas efter en sådan promotion och ej direkt efter examensbeslutet.
Studenter som promoveras enligt denna särskilda ordning belönas vid en årlig promotionsceremoni med en särskild doktorsring av presidenten, med inskriften sub auspiciis Praesidentis.
I hela Österrike promoveras omkring ett tjugotal studenter årligen med denna utmärkelse, av omkring 2500 vanliga doktorsexamina årligen.